# Мини-компьютер
Мини-компью́тер (мини-ЭВМ) — класс цифровых компьютеров, размеры которых конструктивно выполнены в одной стойке (шкафу), занимавшие объём десятых долей кубометра. Термином «Мини-ЭВМ» в 1980-х годах назывался класс вычислительных машин, ориентированных на решение массовых задач, и отличавшихся высокой надежностью и низкой стоимостью, что делало их распространённым средством для решения массовых задач.

## Описание
Данный класс универсальных компьютеров был построен на сборках из логических транзисторных микросхем и получил распространение с середины 1960-х годов. Мини-компьютеры появились в связи с уменьшением и удешевлением электронных компонентов, и в бизнес-сфере пришли на смену серийным мэйнфреймам (большим вычислительным машинам), по-сути являясь более компактными и более дешёвыми мэйнфреймами, но и менее производительными, имеющими память меньшей ёмкости и с меньшей длинной машинного слова.
Но если модели мэйнфреймов в 1950-х — 1960-х годах выпускались сериями из нескольких сотен или тысяч экземпляров (для того времени по мощности и стоимости будучи подобны современным суперкомпьютерам), то миникомпьютеры заняли отдельную рыночную нишу, сделав универсальные компьютеры более массовыми и доступными для потребителя. Например миникомпьютер компании Digital Equipment Corporation (DEC) PDP-8 c 1965 по 1970 год был выпущен в количестве более 50 тысяч штук, а самый массовый миникомпьютер DEC PDP-11 выпускавшийся в различных модификациях с 1970 по 1997 год был продан в количестве около 600 тысяч единиц.
В 1970 году The New York Times предложил определение миникомпьютера как ЭВМ стоимостью меньше 25 000 долларов США (что эквивалентно 165 000 долларам США в 2019 году), с устройством ввода-вывода, к примеру, телетайпом, и памятью не менее 4000 машинных слов, а также предоставляющую возможность запускать программы на языках программирования такого уровня, как Фортран или Бейсик.
В числе первых мини-компьютеров были американские DEC PDP-1, CDC 160 и GE-200.
Первым советским мини-компьютером была электронно-вычислительная машина УМ-1НХ, серийно производившаяся с 1963 года.
С середины 1980-х годов постепенно составные транзисторные процессоры стали вытесняться центральными микропроцессорами, и мини-компьютеры постепенно стали вытесняться новым классом компьютеров — микрокомпьютерами, но продолжали выпускаться вплоть до конца 1990-х годов. На замену мини-компьютерам появились более компактные и более дешёвые микропроцессорные серверы, рабочие станции и персональные компьютеры.